# Orchard (Iowa)
Orchard és una població dels Estats Units a l'estat d'Iowa. Segons el cens del 2000 tenia 88 habitants.

## Demografia
Segons el cens del 2000, Orchard tenia 88 habitants, 33 habitatges, i 23 famílies. La densitat de població era de 377,5 habitants/km².
Dels 33 habitatges en un 30,3% hi vivien nens de menys de 18 anys, en un 60,6% hi vivien parelles casades, en un 9,1% dones solteres, i en un 27,3% no eren unitats familiars. En el 21,2% dels habitatges hi vivien persones soles el 9,1% de les quals corresponia a persones de 65 anys o més que vivien soles. El nombre mitjà de persones vivint en cada habitatge era de 2,67 i el nombre mitjà de persones que vivien en cada família era de 2,92.
Per edats la població es repartia de la següent manera: un 29,5% tenia menys de 18 anys, un 6,8% entre 18 i 24, un 28,4% entre 25 i 44, un 15,9% de 45 a 60 i un 19,3% 65 anys o més.
L'edat mediana era de 36 anys. Per cada 100 dones de 18 o més anys hi havia 106,7 homes.
La renda mediana per habitatge era de 19.583 $ i la renda mediana per família de 21.250 $. Els homes tenien una renda mediana de 32.500 $ mentre que les dones 22.083 $. La renda per capita de la població era de 10.148 $. Entorn del 22,2% de les famílies i el 25,3% de la població estaven per davall del llindar de pobresa.

## Poblacions més properes
El següent diagrama mostra les poblacions més properes.